# Mishawaka
Mishawaka ist eine Stadt im St. Joseph County im US-Bundesstaat Indiana.

## Geographie
Die Gesamtfläche der Stadt beträgt 41,6 km². 2,12 % der Fläche ist Wasser.

## Einwohnerentwicklung
| Jahr | Einwohner¹ |
| ---- | ---------- |
| 1980 | 40.201     |
| 1990 | 42.608     |
| 2000 | 46.557     |
| 2005 | 48.497     |
| 2020 | 51.063     |

¹ 1980–2000: Volkszählungsergebnisse; 2005: Fortschreibung des US Census Bureau

## Bevölkerung
Nach der Volkszählung von 2000 gibt es in Mishawaka 20.248 Haushalte und 11.642 Familien, die Bevölkerungsdichte beträgt 1144 Einwohner je km².
91,58 % der Bevölkerung sind Weiße, 3,56 % Afroamerikaner, 2,79 % Latinos, 0,43 % Indianer, 1,39 % Asiaten und 2,04 % anderen Ursprungs.
Von den 20.248 Haushalten haben 28,2 % Kinder unter 18 Jahren, 40,2 % sind verheiratete Paare, 13,0 % Einelternfamilien und 42,5 % Nicht-Familien.
24,0 % der Bevölkerung ist unter 18 Jahre alt, 11,8 % 18–24 Jahre, 30,7 % 25–44 Jahre, 19,4 % 45–64 Jahre, 14,0 % sind 65 Jahre und älter. Das Durchschnittsalter beträgt 34 Jahre. Auf 100 Frauen entfallen 89,7 Männer.

## Söhne und Töchter der Stadt
- Allan „Rocky“ Lane (1909–1973), Schauspieler
- Pete Candoli (1923–2008), Jazz-Trompeter
- John Brademas (1927–2016), Politiker
- Conte Candoli (1927–2001), Jazz-Trompeter
- Buddy Emmons (1937–2015), Pionier der Pedal-Steel-Gitarre
- Roger Hawkins (1945–2021), Schlagzeuger
- Lisa Germano (* 1958), Sängerin, Liedermacherin und Geigerin
- Kyle Bornheimer (* 1975), Schauspieler
- Jason DeWitt (* 1983), Pokerspieler
- Adam Driver (* 1983), Schauspieler